# 인터포지티브
인터포지티브(interpositive, IP) 또는 마스터 포지티브(master positive)는 영화 편집된 오리지널 카메라 네거티브로 만든 포지티브 이미지가 있는 필름이다. 인터포지티브 필름은 카메라 네거티브와 같이 주황색 마스크를 생성하는 유색 염료 커플러를 사용하여 색상 정확도를 보존한다.

## 설명
전통적인 사진적 관점에서, 인터포지티브(중간 포지티브의 줄임말)는 포지티브 (상영) 프린트를 생성하기 위한 중간 단계인 오리지널 카메라 네거티브의 네거티브 이미지이다.
카메라 네거티브는 액체 환경(즉, 습식 게이트)에서 네거티브 필름 스톡에 투영되며, 여기서 필름 스톡은 콘택트 프린팅 공정을 사용하여 노출되어 중간 단계로 네거티브 필름 스톡에 유사한 이미지(사실상 이미지를 네거티브, 즉 "반전된" 형태로 유지)를 생성한다.
인터포지티브는 역사적으로 단 하나의 목적을 가졌다. 즉, 인터네거티브를 만드는 데 사용되는 요소이다.
인터포지티브는 앤서 프린트가 승인된 후에 만들어진다. 앤서 프린트의 모든 조명 및 옵티컬은 인터포지티브를 만들 때 반복되며, IP가 존재하면 오리지널 네거티브는 보관할 수 있다.
때로는 "보호 IP"라고도 불리는데, IP가 사용되는 유일한 시점은 첫 번째 또는 교체 인터네거티브를 만들 때이기 때문이다. 인터포지티브는 매우 드물게 사용되기 때문에 일반적으로 모든 필름 요소 중에서 가장 좋은 상태를 유지한다.
역사적으로 인터포지티브는 필름-테이프 전송을 위한 선호되는 요소였다.
1. 일반적으로 다른 필름 요소보다 물리적 상태가 좋다. 오리지널 카메라 네거티브는 일반적으로 여러 롤에 걸쳐 체커보드 형식으로 되어 있거나 부적절하게 보관된 경우 화학적으로 불안정할 수 있다.
2. 매우 낮은 콘트라스트를 가지므로 구형 텔레시네의 동적 범위와 더 잘 일치했다.
3. IP의 스크래치나 먼지는 전송 시 검은색 결함으로 나타나는데, 이는 카메라 네거티브나 인터네거티브를 사용했을 때 나타나는 흰색 결함보다 일반적으로 덜 불쾌하다.

그러나 홈 시청용 해상도 및 동적 범위 개선으로 오리지널 카메라 네거티브를 스캔하는 것이 더 선호되고 있다.
플래티넘 또는 AZO와 같은 콘택트 프린팅을 통해 사진 예술을 창작하는 사진가들은 큰 네거티브를 만들기 위해 인터포지티브가 필요하다. 최종 작품은 제작된 콘택트 네거티브의 크기를 가진다. 인터포지티브는 또한 오래된 이미지 라이브러리를 보관하거나 복사하는 가장 좋은 수단이기도 하다. 리버설 흑백 처리 역시 다양한 키트 및 공개된 레시피를 통해 인터포지티브에서 얻을 수 있다.

## 같이 보기
- 블리치 바이패스